# Bříství
Bříství (německy Brzistew, mezi roky 1939–1945 Ulmenau) je obec v okrese Nymburk ve Středočeském kraji. Leží u stejnojmenného sjezdu z dálnice D11. Nachází se sedm kilometrů severně od Českého Brodu. Žije v ní 396 obyvatel. Bříství je historickou středověkou vesnicí s původní zástavbou rozmístěnou podél hlavních tahů. Tradiční skladbu domů narušují jak budovy městského charakteru v centru obce, tak sídelní kaše na jejích okrajích.

## Historie
První písemná zmínka o obci pochází z roku 1318.
V obci Bříství (554 obyvatel, katol. kostel) byly v roce 1932 evidovány tyto živnosti a obchody: holič, 2 hostince, kolář, 2 kováři, krejčí, mlýn, obuvník, řezník, 3 obchody se smíšeným zbožím, spořitelní a záložní spolek pro Bříství a Starý Vestec, spořitelní a záložní spolek Svépomoc pro Břístev, obchod se střižním zbožím, 2 švadleny, trafika.

## Obyvatelstvo
| Rok            | 1869 | 1880 | 1890 | 1900 | 1910 | 1921 | 1930 | 1950 | 1961 | 1970 | 1980 | 1991 | 2001 | 2011 | 2021 |
| -------------- | ---- | ---- | ---- | ---- | ---- | ---- | ---- | ---- | ---- | ---- | ---- | ---- | ---- | ---- | ---- |
| Počet obyvatel | 352  | 370  | 406  | 497  | 518  | 554  | 548  | 380  | 374  | 353  | 302  | 269  | 273  | 379  | 373  |
| Počet domů     | 43   | 55   | 63   | 87   | 112  | 118  | 130  | 131  | 117  | 117  | 108  | 127  | 140  | 122  | 156  |

## Obecní správa

### Územněsprávní začlenění
Dějiny územněsprávního začleňování zahrnují období od roku 1850 do současnosti. V chronologickém přehledu je uvedena územně administrativní příslušnost obce v roce, kdy ke změně došlo:
- 1850 země česká, kraj Pardubice, politický okres Černý Kostelec, soudní okres Český Brod[7]
- 1855 země česká, kraj Praha, soudní okres Český Brod
- 1868 země česká, politický i soudní okres Český Brod
- 1939 země česká, Oberlandrat Kolín, politický i soudní okres Český Brod[8]
- 1942 země česká, Oberlandrat Praha, politický i soudní okres Český Brod[9]
- 1945 země česká, správní i soudní okres Český Brod[10]
- 1949 Pražský kraj, okres Český Brod[11]
- 1960 Středočeský kraj, okres Nymburk
- 2003 Středočeský kraj, okres Nymburk, obec s rozšířenou působností Český Brod
- 2021 Středočeský kraj, okres Nymburk, obec s rozšířenou působností Lysá nad Labem[12]

### Obecní symboly
Znak a vlajka byly obci uděleny rozhodnutím předsedy Poslanecké sněmovny Parlamentu České republiky dne 8. června 2004.

## Doprava
- Pozemní komunikace – Obcí prochází dálnice D11 s exitem 18 (Bříství). Obcí vede silnice II/272 Český Brod – Bříství – Lysá nad labem – Benátky nad Jizerou.
- Železnice – Železniční trať ani stanice na území obce nejsou.
- Autobusová doprava – Obcí projížděla autobusová linka 661 mezi Český Brod, žel. st. – Starý Vestec – Lysá nad Labem, žel. st. (v pracovních dnech 11 spojů směr Starý Vestec, 14 spojů směr Český Brod, v sobotu 5 spojů, v neděli 3 spoje v každém směru, dopravce Okresní autobusová doprava Kolín).

## Pamětihodnosti
- Kostel Nalezení svatého Kříže – původně románský kostelík z poloviny 13. století, který byl postupně přestavěn do gotického stylu a v roce 1722 byl zbarokizován a byla mu přistavěna jedna loď. Roku 1843 byl kostel doplněn o zvonici.
- Zřícenina kaple Povýšení svatého Kříže – nachází se za obcí na Křížové hůrce (oficiálně Břístevské hůře). Postavena byla roku 1714, vyhořela v roce 1818.
- Socha svatého Jana Nepomuckého – je umístěna od roku 1702 na návsi.
- Brána usedlosti čp. 7
- Brána usedlosti čp. 26

### Další stavby
- Bendlův mlýn – Obora čp. 36

## Galerie

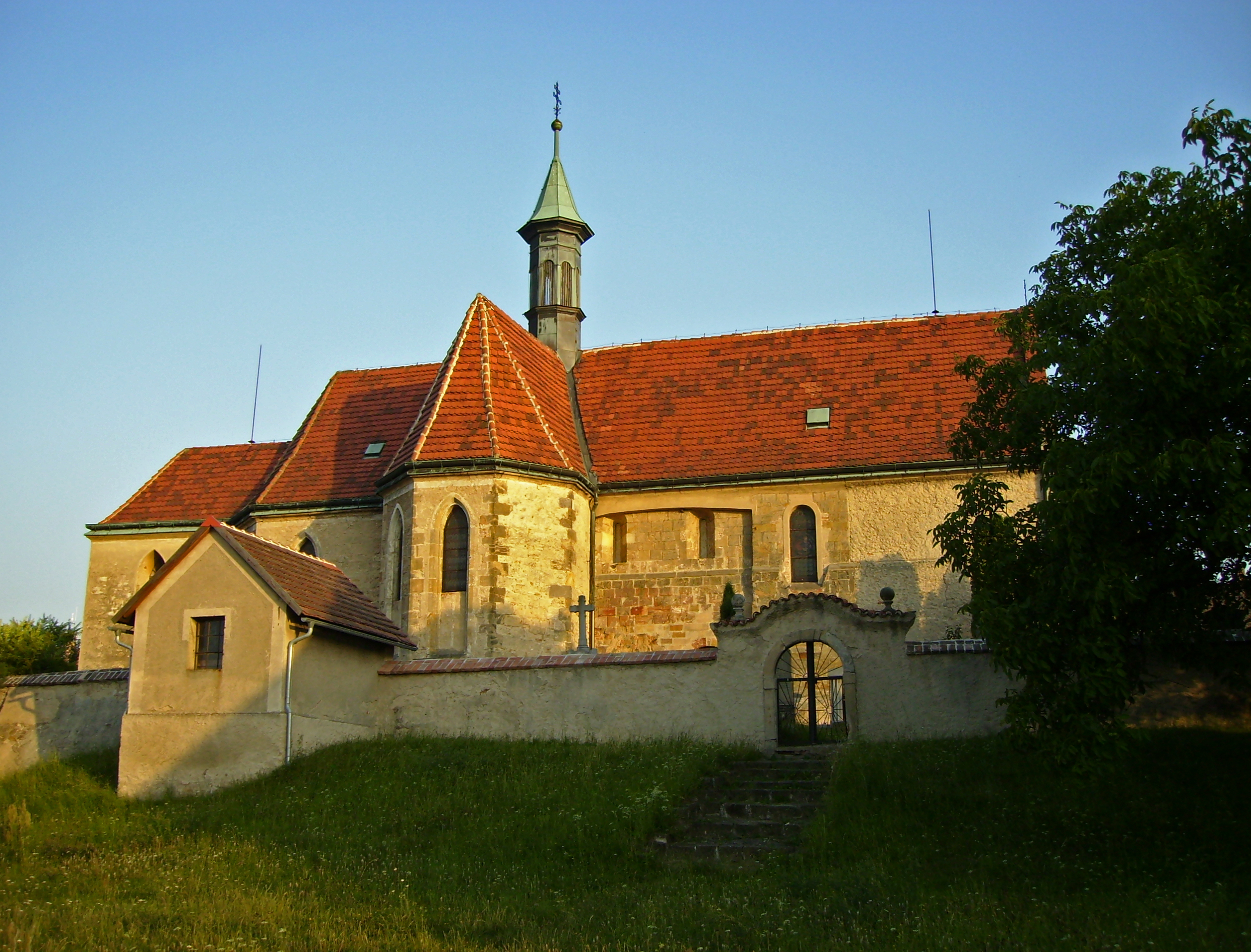
Kostel Nalezení svatého Kříže
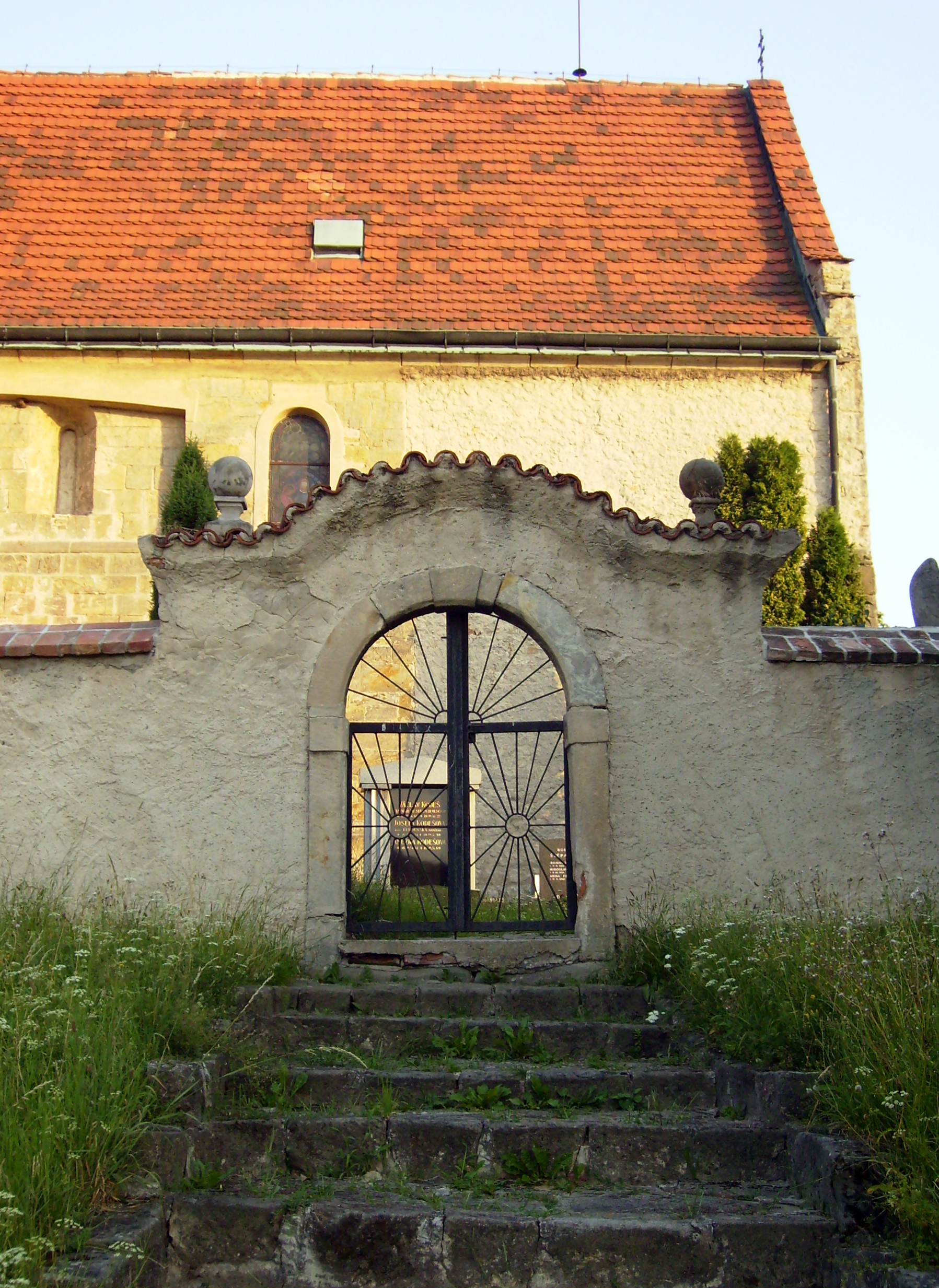
Schody ke hřbitovu u kostela Nalezení svatého Kříže